# Hipolito Vacchiano Garcìa
Hipolito Vacchiano Garcìa (Úbeda, 4 marzo 1905 – Madrid, 19 novembre 1956) è stato un presbitero spagnolo, fondatore e primo direttore dell'Istituto di Sant'Isidoro.

## Biografia
Nato ad Úbeda nel 1905, da D. Hipolito Vacchiano Lopez ed D.na Antonia Garcia Marìn, di famiglia di antiche origini italiane, si laureò in diritto canonico nel 1924, per essere ordinato sacerdote nel 1927.
Anni più tardi, dopo aver a lungo servito come notaio ecclesiastico, divenne segretario personale del Vescovo di Madrid-Alcalà, per poi essere nominato canonico della Cattedrale di Madrid.
Entrato in aspro contrasto con il governo repubblicano dell'epoca, soprattutto per via dei numerosi provvedimenti anticlericali, si rese portavoce di una sentita protesta.
Nel 1941, in piena dittatura franchista, fondò, a Madrid, l'Istituto di Sant'Isidoro, un'istituzione cattolica per il sostentamento e l'istruzione degli orfani, in particolare dei figli dei caduti della guerra civile da poco cessata. Lo stesso anno ne divenne anche il primo direttore.
Poco più tardi la sua fondazione divenne una delle più considerate in Europa, il che gli valse, nel 1948, il conferimento della Commenda dell'Ordine di Alfonso X il Saggio.
Nel 1955 si ammalò gravemente e morì il 19 novembre 1956 a Madrid, all'età di 51 anni, pur avendo continuato ad occuparsi direttamente dell'istituto fino ad una settimana prima della dipartita.